# Mandonius

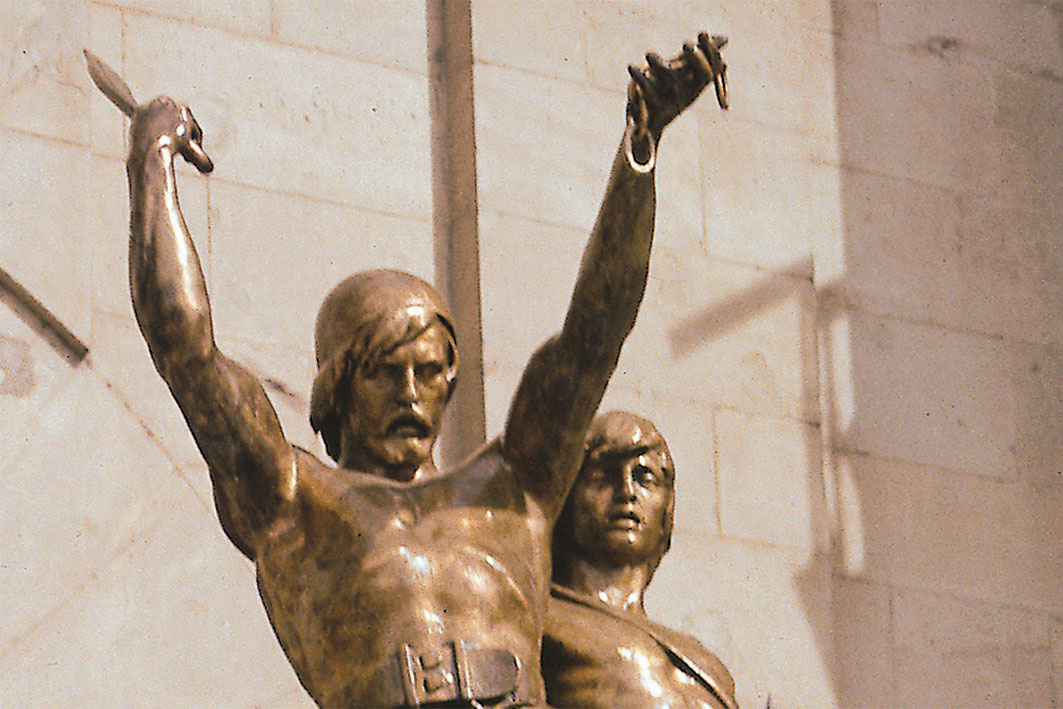
Monument représentant Indibilis et Mandonius (à droite) à Lérida.

Mandonius (... - 205 av. J.-C.) est le chef du peuple des Ausétans pendant la conquête romaine de l'Hispanie.

## Biographie
Polybe le mentionne comme le frère d'Indibilis, et s'engage dans la lutte contre les Romains en 217 av. J.-C..
Lors de la bataille de Carthagène, il se jette aux pieds de Scipion l'Africain en le suppliant, à travers les larmes, de prendre soin de leur dignité plus que les Carthaginois ne l'ont fait. Scipion, saisi de compassion, lui demande ce qui lui manque et Mandonius lui fait comprendre qu'il ne s'agit pas de nourriture mais de la sécurité de ses filles, car elles pouvaient être exposées à la violence de ses soldats. 
Mandonius se rebelle contre la République romaine en 206 av. J.-C. avec Indibilis, mais il est battu en 205 av. J.-C. puis est exécuté.

## Annexe

#### Fond antique
Polybe, Histoires (lire sur Wikisource). .

#### Ouvrages
- (es) Antonio Alburquerque Pérez, Indortes e Istolacio, Orisón, Indíbil y Mandonio, 1988.
- (es) Salinas de Frias, Los pueblos prerromanos de la Península Ibérica, Akal, 2006, 208 p. (ISBN 978-84-460-2030-1, lire en ligne).
- (en) William Smith, Dictionary of Greek and Roman Biography and Mythology, vol. 2, Boston, Little, Brown and Company (lire en ligne), p. 915.